# Julius Petzholdt
Julius Petzholdt (* 25. November 1812 in Dresden; † 17. Januar 1891 ebenda) war ein deutscher Bibliothekar und Bibliograph.

## Leben
Petzholdt studierte in Leipzig Philologie. Nach Herausgabe der Progymnasmata des Aphthonios nahm der sächsische Prinz Johann Kontakt zu Petzholdt auf, machte ihn zu seinem Bibliothekar und konnte sich so auf Petzholdts Hilfe bei der Übersetzung von Dantes Göttlicher Komödie stützen. 1853 wurde Petzholdt Bibliothekar des Kronprinzen Albert. In Dresden wurde er Mitglied der Freimaurerloge Zu den drei Schwertern und Asträa zur grünenden Raute.
Petzholdt war von 1840 bis 1884 Herausgeber der Zeitschrift Anzeiger für Literatur der Bibliothekwissenschaft (ab 1845: Anzeiger der Bibliothekwissenschaft, ab 1851: Anzeiger für Bibliographie und Bibliothekwissenschaft, ab 1856: Neuer Anzeiger für Bibliographie und Bibliothekwissenschaft).

## Schriften
- Urkundliche Nachrichten zur Geschichte der sächsischen Bibliotheken. Dresden 1855. (Digitalisat)
- Bibliotheca bibliographica. Leipzig 1866.
- Katalog der von König Friedrich August nachgelassenen Kartensammlung. Dresden 1860.
- Katechismus der Bibliothekenlehre. Anleitung zur Einrichtung und Verwaltung von Bibliotheken. 3. Aufl. Leipzig 1877.
- Bibliographia Dantea ab anno 1865 inchoata. 2. Aufl. Dresden 1880.